# Challenger de Francavilla al Mare 2024
El torneo Internazionali di Tennis d'Abruzzo 2024 fue un torneo de tenis perteneció al ATP Challenger Tour 2024 en la categoría Challenger 75. Se trató de la 6ª edición; el torneo tuvo lugar en la ciudad de Francavilla al Mare (Italia), desde el 6 hasta el 12 de mayo de 2024 sobre pista de tierra batida al aire libre.

## Jugadores participantes del cuadro de individuales
| Preclasificado | País                      | Jugador            | Rank1 | Posición en el torneo |
| 1              | Bandera de Francia        | Titouan Droguet    | 151   | CAMPEÓN               |
| 2              | Bandera de Canadá         | Alexis Galarneau   | 161   | Segunda ronda         |
| 3              | Bandera de Japón          | Shintaro Mochizuki | 163   | Primera ronda         |
| 4              | Bandera de Italia         | Andrea Pellegrino  | 166   | Cuartos de final      |
| 5              | Bandera de Bolivia        | Hugo Dellien       | 173   | Baja                  |
| 6              | Bandera de Italia         | Stefano Travaglia  | 196   | Primera ronda         |
| 7              | Bandera del Reino Unido   | Oliver Crawford    | 197   | Primera ronda         |
| 8              | Bandera de Estados Unidos | Tristan Boyer      | 200   | Segunda ronda         |

- 1 Se ha tomado en cuenta el ranking del 22 de abril de 2024.

### Otros participantes
Los siguientes jugadores recibieron una invitación (wild card), por lo tanto ingresan directamente al cuadro principal (WC):
- Jacopo Berrettini
- Lorenzo Carboni
- Gabriele Piraino

Los siguientes jugadores ingresan al cuadro principal tras disputar el cuadro clasificatorio (Q):
- Federico Arnaboldi
- Gastão Elias
- Alessandro Giannessi
- Andrea Guerrieri
- Ryan Nijboer
- Damien Wenger

## Campeones

### Individual Masculino
- Titouan Droguet derrotó en la final a  Jacopo Berrettini por 6–3, 7–6(4)

### Dobles Masculino
- Théo Arribagé /  Victor Vlad Cornea derrotaron en la final a  Sander Arends /  Matwé Middelkoop por 7–6(1), 7–6(7)